# Унжа (приток Волги)
У́нжа — река в Вологодской и Костромской областях России, левый приток Волги. Впадает в Унженский залив Горьковского водохранилища.

## Этимология
Название реки имеет финно-угорское происхождение со значением «река»: например, на селькупском языке: ундж, унджа — «река».

## Физико-географическая характеристика
Длина реки — 426 км, площадь водосборного бассейна — 28 900 км². Образуется слиянием Кемы и Лундонги. Протекая по территории Костромской области, впадает в Унжинский залив Горьковского водохранилища около города Юрьевца. Среднегодовой расход воды — в 50 км от устья — 158 м³/с, наибольший — 2520 м³/с, наименьший — 7,82 м³/с.
Основные притоки — Юза, Кунож, Вига, Понга, Нея (правые); Княжая, Межа, Пеженга, Ужуга, Пумина, Белый Лух, Чёрный Лух (левые).
На реке расположены города Кологрив, Мантурово, Макарьев и село Унжа.
Уже после своего образования из Кемы и Лундонги Унжа довольно широка, а после впадения Куножа и Виги река расширяется до 60 метров. В верхнем и среднем течении в малую воду обнажаются небольшие перекаты, скорость течения небольшая. Правый берег почти на всём протяжении реки высокий, крутой, селения располагаются преимущественно на нём. Левый берег — более низкий, местами заболоченный, лес часто отделяется полосой кустарника. Встречаются песчаные пляжи.
В нижнем течении у Макарьева река расширяется до 300 метров, ещё ниже начинает сказываться подпор Горьковского водохранилища. На последних 20 километрах река расширяется настолько, что чаще об этом участке говорят, как об Унженском заливе Горьковского водохранилища.

### Притоки
(указано расстояние от устья)
- 1,5 км: Водгать (Язвица) (пр)
- 3,2 км: Чёрный Лух (лв)
- 13 км: Пода (лв)
- 23 км: Белый Лух (лв)
- 33 км: Нея (пр)
- 54 км: Лехта (лв)
- 56 км: Серженка (лв)
- 66 км: Яхронка (лв)
- 74 км: Большая Низмица (лв)
- 80 км: руч. Калега (лв)
- 96 км: Лопариха (пр)
- 97 км: Шевелевская (пр)
- 101 км: Пузовца (пр)
- 103 км: Тоехта (Летняя Тоехта) (лв)
- 113 км: Кастово (лв)
- 116 км: без названия, у с. Леонтьево (пр)
- 119 км: Пумина (лв)
- 138 км: Меремша (Неремша) (лв)
- 142 км: Водгать (Водготь)(пр)
- 144 км: Болть (лв)
- 151 км: Янга (пр)
- 160 км: Межа (лв)
- 181 км: Касуг (лв)
- 200 км: Килг (пр)
- 203 км: Юрас (лв)
- 230 км: Воймас (лв)
- 238 км: Княжая (лв)
- 258 км: Шилекша (пр)
- 260 км: Крутовка (лв)
- 261 км: Олексинка (лв)
- 267 км: Нижняя Ичежа (пр)
- 270 км: Вонюх (пр)
- 275 км: Нижняя Варзенка (пр)
- 276 км: Верхняя Варзенка (пр)
- 281 км: Ужуга (лв)
- 289 км: Пеженга (лв)
- 297 км: Заездная (Колохта) (лв)
- 316 км: Марханга (лв)
- 330,4 км: Понга (пр)
- 330,7 км: Ичеж (Пчеш) (лв)
- 339 км: Святица (лв)
- 342 км: Вига (пр)
- 351 км: Кунож (пр)
- 354 км: Нижняя Шунда (лв)
- 362 км: Верхняя Шунда (лв)
- 368 км: Криночевка (лв)
- 388 км: Юза (пр)
- 391 км: Митюг (лв)
- 411 км: Пожла (пр)
- 426 км: Кема (пр)
- 426 км: Лундонга (лв)

## Использование
Ранее по Унже проводился интенсивный лесосплав. Сейчас он прекращён, однако на отдельных участках в реке до сих пор большое количество топляка.
Судоходство по Унже осуществляется в низкую воду — до Макарьева, в высокую — до Кологрива.

## Данные водного реестра
По данным государственного водного реестра России относится к Верхневолжскому бассейновому округу, водохозяйственный участок реки — Унжа от истока и до устья, речной подбассейн реки — Волга ниже Рыбинского водохранилища до впадения Оки. Речной бассейн реки — (Верхняя) Волга до Куйбышевского водохранилища (без бассейна Оки).
Код водного объекта — 08010300312110000014368.

## Галерея
| |  |  |  |
| Слева направо: Унжа образуется слиянием рек Лундонги (на переднем плане) и Кемы; Унжа в нескольких километрах от начала; Унжа в верхнем течении; Устье реки Кунож (слева на фото). |  |  |  |

| |  |  |
| Слева направо: Посёлок Кунож — первый населённый пункт на Унже; Вскоре после пересечения границы Вологодской и Костромской областей Унжа принимает в себя реку Вигу (на заднем плане), после чего значительно расширяется; Унжа чуть выше Макарьева. |  |  |